# 國民西敏集團
國民西敏集團（NatWest Group plc），前身蘇格蘭皇家銀行集團和RBS集團，是英國的一家銀行和保險控股公司，總部位於蘇格蘭愛丁堡。該集團的業務範圍包括歐洲、北美和亞洲。在英國，國民西敏控股下屬企業包括皇家蘇格蘭銀行、國民西敏銀行、阿爾斯特銀行、顾资银行。RBS集團在蘇格蘭和北愛爾蘭有發行英鎊紙幣的權利。2014年時，蘇格蘭皇家銀行是一個唯一仍然發行1英鎊紙幣的銀行。

## 外部連結
- 官方网站
- Royal Bank of Scotland在OpenCorporates上的群組